# Charles Plantivaux
Charles Plantivaux – francuski kierowca wyścigowy.

## Kariera
W wyścigach samochodowych Plantivaux startował głównie w wyścigach samochodów sportowych. W latach 1938-1939, 1950, 1952-1953 Francuz pojawiał się w stawce 24-godzinnego wyścigu Le Mans. W pierwszym sezonie startów odniósł zwycięstwo w klasie 750, a w klasyfikacji generalnej był czternasty. Rok później stanął na drugi stopniu podium klasy 1.1. W latach 1952-1953 w klasie S 1.1 dwukrotnie był drugi.